# Geraldo Alves
Geraldo Washington Regufe Alves (Póvoa de Varzim, 8 november 1980) is een Portugese voetballer die voor Steaua Boekarest speelt.
Alves is de zoon van de Braziliaanse voetballer Washington Alves. Hij begon zijn carrière in 1998 bij Varzim SC in zijn geboorteplaats. Een jaar later ging hij naar Benfica waarvoor hij als jeugdspeler al had gespeeld. Aanvankelijk was Alvares reserve-speler, maar vanaf het seizoen 2001/2002 stond hij in de basisopstelling. In 2002 stapte Alvares over naar SC Beira-Mar, maar aan het eind van het seizoen werd hij transfersomvrij aan Gil Vicente FC overgedaan. Na een tegenvallend seizoen vertrok hij naar FC Paços de Ferreira, waar hij vier seizoenen bleef en negen doelpunten maakte.
In de zomer van 2007 werd Alvares voor 400.000 euro aan AEK Athene verkocht. Tijdens het seizoen 2008/2009 verloor hij zijn plaats in de basisopstelling aan Daniel Majstorović. Zijn contract loopt nog tot 30 juni 2010.
Alvares' broer Bruno Alves is eveneens voetballer en speelde al eerder voor AEK Athene.